# Liste der Bodendenkmale in Oberkrämer
Die Liste der Bodendenkmale in Oberkrämer enthält alle Bodendenkmale der brandenburgischen Gemeinde Oberkrämer. Grundlage ist die Veröffentlichung der Landesdenkmalliste mit dem Stand vom 31. Dezember 2020. Die Baudenkmale sind in der Liste der Baudenkmale in Oberkrämer aufgeführt.

## Bärenklau
| Gemarkung        | Flur    | Kurzansprache                                                         | Bodendenkmalnummer | Bemerkung | Bild |
| ---------------- | ------- | --------------------------------------------------------------------- | ------------------ | --------- | ---- |
| Bärenklau (Lage) | 2, 3    | Siedlung Bronzezeit, Siedlung Eisenzeit, Siedlung römische Kaiserzeit | 70159              |           |      |
| Bärenklau (Lage) | 2, 3, 4 | Dorfkern deutsches Mittelalter, Dorfkern Neuzeit                      | 70160              |           |      |

## Bötzow
| Gemarkung     | Flur         | Kurzansprache | Bodendenkmalnummer | Bemerkung | Bild |
| ------------- | ------------ | --- | ------------------ | --------- | ---- |
| Bötzow (Lage) | 1            | Gräberfeld Bronzezeit | 70004              |           |      |
| Bötzow (Lage) | 7            | Rast- und Werkplatz Mesolithikum, Siedlung Neolithikum, Siedlung Eisenzeit, Siedlung römische Kaiserzeit, Einzelfund Bronzezeit                                                                     | 70005              |           |      |
| Bötzow (Lage) | 7            | Rast- und Werkplatz Mesolithikum, Siedlung Urgeschichte, Einzelfund Bronzezeit | 70006              |           |      |
| Bötzow ()     | 7            | Siedlung Urgeschichte | 70007              |           |      |
| Bötzow ()     | 14           | Siedlung Neolithikum | 70008              |           |      |
| Bötzow ()     | 5, 6, 10, 13 | Friedhof deutsches Mittelalter, Kirche deutsches Mittelalter, Kirche Neuzeit, Dorfkern Neuzeit, Friedhof Neuzeit, Siedlung Bronzezeit, Siedlung römische Kaiserzeit, Dorfkern deutsches Mittelalter | 70009              |           |      |
| Bötzow ()     | 5            | Siedlung römische Kaiserzeit | 70010              |           |      |
| Bötzow ()     | 1, 2         | Siedlung Neolithikum, Siedlung römische Kaiserzeit | 70011              |           |      |
| Bötzow ()     | 10           | Gräberfeld Bronzezeit | 70012              |           |      |
| Bötzow ()     | 10           | Siedlung Steinzeit | 70203              |           |      |
| Bötzow ()     | 7            | Siedlung Steinzeit | 70220              |           |      |
| Bötzow ()     | 14           | Siedlung Steinzeit, Siedlung Frühgeschichte | 70221              |           |      |
| Bötzow ()     | 7            | Siedlung Steinzeit, Siedlung Frühgeschichte | 70222              |           |      |

## Eichstädt
| Gemarkung                                | Flur    | Kurzansprache                                        | Bodendenkmalnummer | Bemerkung | Bild |
| ---------------------------------------- | ------- | ---------------------------------------------------- | ------------------ | --------- | ---- |
| Eichstädt (Lage)                         | 2, 4, 5 | Dorfkern Mittelalter, Dorfkern Neuzeit               | 70244              |           |      |
| Eichstädt (Lage)                         | 1, 2    | Siedlung Ur- und Frühgeschichte                      | 70340              |           |      |
| Eichstädt, Falkenhagen Forst (NV) (Lage) | 1 ,1    | Gräberfeld römische Kaiserzeit, Gräberfeld Eisenzeit | 70508              |           |      |

## Neu-Vehlefanz
| Gemarkung            | Flur | Kurzansprache                                                           | Bodendenkmalnummer | Bemerkung     | Bild |
| -------------------- | ---- | ----------------------------------------------------------------------- | ------------------ | ------------- | ---- |
| Neu-Vehlefanz (Lage) | 3    | Dorfkern Neuzeit, Siedlung Urgeschichte, Dorfkern deutsches Mittelalter | 70232              | Klein-Ziethen |      |

## Schwante
| Gemarkung       | Flur | Kurzansprache | Bodendenkmalnummer | Bemerkung | Bild |
| --------------- | ---- | --- | ------------------ | --------- | ---- |
| Schwante (Lage) | 1, 6 | Einzelfund slawisches Mittelalter, Burg deutsches Mittelalter, Schloss Neuzeit, Historischer Garten Neuzeit, Weg deutsches Mittelalter, Weg Neuzeit, Dorfkern Neuzeit, Dorfkern deutsches Mittelalter, Siedlung Bronzezeit | 70242              |           |      |
| Schwante (Lage) | 2    | Siedlung Urgeschichte, Gräberfeld Bronzezeit | 70472              |           |      |
| Schwante ()     | 3    | Gräberfeld Eisenzeit | 70473              |           |      |
| Schwante ()     | 3    | Gräberfeld Eisenzeit | 70474              |           |      |
| Schwante (Lage) | 6    | Siedlung Bronzezeit, Hort Bronzezeit | 70475              |           |      |
| Schwante (Lage) | 2    | Siedlung Ur- und Frühgeschichte | 70476              |           |      |
| Schwante ()     | 1    | Siedlung Bronzezeit | 70477              |           |      |
| Schwante (Lage) | 1    | Siedlung slawisches Mittelalter | 70478              |           |      |
| Schwante (Lage) | 1, 4 | Siedlung römische Kaiserzeit | 70522              |           |      |
| Schwante (Lage) | 4    | Siedlung Eisenzeit | 70523              |           |      |

## Vehlefanz
| Gemarkung        | Flur    | Kurzansprache | Bodendenkmalnummer | Bemerkung | Bild |
| ---------------- | ------- | --- | ------------------ | --------- | ---- |
| Vehlefanz (Lage) | 3, 6, 9 | Dorfkern deutsches Mittelalter, Burgwall Mittelalter, Burgwall slawisches Mittelalter, Dorfkern Neuzeit, Turmhügel deutsches Mittelalter | 70239              |           |      |
| Vehlefanz (Lage) | 7, 8    | Wüstung deutsches Mittelalter | 70492              |           |      |